# Courchevel
Courchevel (pron. /kuʁʃəvɛl/) è una stazione di sport invernali situata nel dipartimento francese della Savoia, nella valle della Tarantasia. Fa parte del comune di Saint-Bon-Tarentaise ed è una delle stazioni più famose di tutto il mondo.

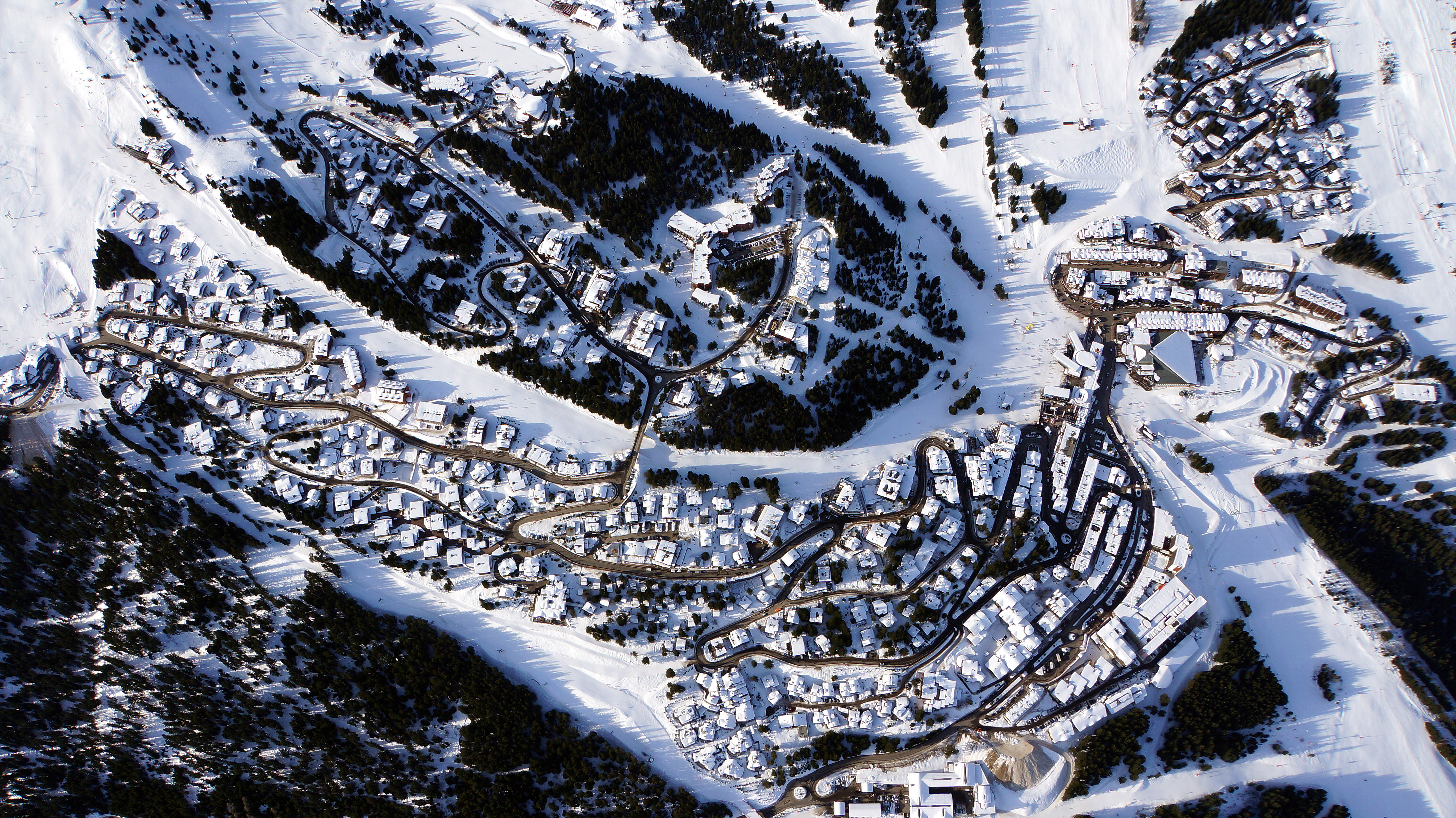
Vista di Courchevel

La stazione fa parte del comprensorio di Les Trois Vallées, uno dei più grandi comprensori sciistici del mondo con più 600 km di piste, di cui è la stazione più ad est ed è accessibile da Moûtiers.

## Descrizione
Courchevel è composta da sei villaggi chiamati secondo la quota: Saint-Bon-Tarentaise 1100, Le Praz (Courchevel 1300), Courchevel La Tania (1400), Courchevel Village (1550), Courchevel 1650 (Moriond) e Courchevel 1850. Nonostante l'intera area di Courchevel sia considerata una prestigiosa località turistica, Courchevel 1850 - ovvero il villaggio più alto - è quello che dà lustro a Courchevel nel mondo, venendo generalmente riconosciuto come la più esclusiva meta sciistica terrestre, prima ancora di località come Sankt Moritz ed Aspen. Il punto più alto è situato alla cima della Saulire (2738 m s.l.m.).
Courchevel 1850 è la sede delle strutture alberghiere più importanti della zona, hotel a 5 stelle (di cui alcuni sono stati denominati come "palace" e non "hotel" dal governo francese per la loro esclusività), ristoranti pluripremiati e attività commerciali di lusso.
Per questi motivi, durante l'ultimo decennio, Courchevel è diventata la meta del lusso invernale per eccellenza, ribattezzata dalla stampa come la "Montecarlo innevata" o la "pista da sci dei milionari". Pernottare in uno dei diversi noti alberghi del villaggio durante la peak season dell'anno (da dicembre a febbraio) ha un costo minimo di circa $ 2.000 per notte, escludendo i pasti, cifra che sale a 3.000 nelle settimane tra il 30 dicembre ed il 15 gennaio, cioè da Capodanno fino a tutto il periodo del Natale ortodosso, in cui occorre prenotare con un anno di anticipo per assicurarsi la disponibilità presso le strutture. Per ovviare alla mancanza di disponibilità negli alberghi, negli ultimi anni sono sempre di più i lussuosi chalet in affitto qualora non si optasse per l'acquisto.
D'inverno, «Courch'» conta 32 000 abitanti (secondo le stime 40% russi, 30% anglofoni, 15% francesi e il 15% dal resto del mondo, principalmente tedeschi e scandinavi). Fuori stagione, gli abitanti calano a 1 800. Il 90 % delle abitazioni presenta un accesso diretto alle piste (sci ai piedi).

## Storia
La stazione sciistica è stata creata nel 1946 dall'architetto urbanista Laurent Chappis. All'origine, lo scopo del Consiglio provinciale di Savoia era di fare una stazione sociale aperta a tutti, e nello stesso tempo di sviluppare il turismo in Savoia.
Oggi la stazione ha perso la sua vocazione iniziale, perché è diventata la stazione del jet set, soprattutto a Courchevel 1850.
Nel 1992 ha ospitato alcune gare delle Olimpiadi invernali, per cui è stato costruito il Trampolino del Praz al Praz (Courchevel 1300).
La società che gestisce il comprensorio di Courchevel è la S3V (Société des Trois Vallées), di cui il Consiglio provinciale è azionista.

## La stazione
Le 120 piste hanno una lunghezza totale di 150 chilometri. Sono comprese tra 1300 e 2738 metri di quota. Ci sono 62 funivie (1 teleferica, 9 cabinovie, 20 seggiovie e 29 sciovie). Ci sono anche 90 chilometri di piste dedicate allo sci di fondo. Vi lavorano 800 maestri di sci, di cui 100 indipendenti.

## Trasporti
A Courchevel è presente anche un altiporto per jet privati ed elicotteri, l'Aéroport de Courchevel, realizzato nel 1962 e caratterizzato dall'elevata pendenza della sua cortissima pista d'atterraggio.

## Ciclismo
Courchevel è stata per alcune volte l'arrivo di tappa del Tour de France:
| Anno | Tappa | Partenza                   | km    | Vincitore di tappa | Maglia gialla    |
| ---- | ----- | -------------------------- | ----- | ------------------ | ---------------- |
| 1997 | 14ª   | Le Bourg-d'Oisans          | 148   | Richard Virenque   | Jan Ullrich      |
| 2000 | 14ª   | Briançon                   | 173,5 | Marco Pantani      | Lance Armstrong  |
| 2005 | 10ª   | Grenoble                   | 192,5 | Alejandro Valverde | Lance Armstrong  |
| 2023 | 17ª   | Saint-Gervais-Monte Bianco | 166   | Felix Gall         | Jonas Vingegaard |

È stata inoltre sede di partenza delle seguenti tappe del Tour de France:
| Anno | Tappa | Arrivo   | km    | Vincitore di tappa  | Maglia gialla   |
| ---- | ----- | -------- | ----- | ------------------- | --------------- |
| 1997 | 15ª   | Morzine  | 208,5 | Marco Pantani       | Jan Ullrich     |
| 2000 | 15ª   | Morzine  | 196   | Richard Virenque    | Lance Armstrong |
| 2005 | 11ª   | Briançon | 173   | Aleksandr Vinokurov | Lance Armstrong |